# Междуречье (Орловская область)
Междуре́чье — посёлок, экопоселение с общей идеей жизни на своей земле в гармонии с природой. Расположено на высоком берегу реки Зуша в Мценском районе Орловской области. Жители посёлка придерживаются здорового активного образа жизни, ответственного отношения к своей земле и среде обитания, проводят культурные и спортивные мероприятия.

## История
Междуречье появилось 16 марта 2008 года по инициативе группы единомышленников, мечтавших о создании экопоселения для обустройства родовых поместий.
В генеральном плане Карандаковского сельского поселения впервые появляется как садоводческое общество «Междуречье» площадью около 240 га юго-западнее д. Миново.
В 2019 году поселение получает официальный адрес как территория СОСН Междуречье. Тогда же появляются и первые жители, официально прописанные непосредственно в поселении.
В 2020 году официально регистрируется территориальное общественное самоуправление «Наше Междуречье».
Однако на территории современного Междуречья ранее были и другие поселения людей. Так на трёхверстовой военно-топографической карте Орловской области 1870 года в данном месте обозначена деревня Роженецъ. Хутор ещё присутствует и на послевоенных картах СССР.
Кроме того, здесь же ближе к реке располагается древнее городище, которое датируется второй половиной I тысячелетия до нашей эры..
Одна из улиц поселения носит название Рожанецкая в честь бывшего хутора и исторического городища.

## География
Междуречье находится в северной части Орловской области, в лесостепной зоне, в пределах центральной части Среднерусской возвышенности, в междуречье рек Ока и Зуша. Климат характеризуется как умеренно континентальный с умеренно морозной зимой и теплым, иногда жарким летом. Средняя многолетняя температура самого холодного месяца — января, составляет −9,4°С, температура самого теплого +19°С.
С трёх сторон: на севере, западе и юге,— Междуречье окружено лесным массивом. Восточная граница поселения представляет собой высокий берег реки Зуши, местами достаточно крутой,частично покрытый лесом, с очень живописным видом на нижележащие поля и леса. В своей северо-восточной части граничит с деревней Миново. Дальше на севере за лесом расположена деревня Шашкино. На другом берегу Зуши, который связан с Междуречьем автомобильным мостом в Миново, находятся на востоке деревня Марс и на северо-востоке населенные пункты Тульской области: Троицкое-Бачурино и Снежедь. Река Ока находится в 2 км на запад от поселения.
Часовой пояс
Междуречье, как и вся Орловская область, находится в часовой зоне МСК (московское время). Смещение применяемого времени относительно UTC составляет +3:00.

## Население
По состоянию на март 2020 года в поселении официально зарегистрировано 18 человек. При этом фактически проживают 23 семьи (63 человека), 13 из которых круглогодично (39 человек) .

## Культура
Жители поселения Междуречья в большей части придерживаются здорового образа жизни, не употребляют алкоголь, проводят активные оздоровительные игры и практики, например, еженедельную йогу.
В Междуречье организуются различные мероприятия, фестивали, семинары, например, этнофестиваль «Радость жизни».
Кроме того, жители принимают активное участие в культурных, исторических, этнографических и экологических мероприятиях сельского поселения и района, в том числе: фестивале «За околицей», памятных мероприятиях в честь 9 мая, высадке сада памяти.

## Этнофестиваль «Радость жизни»
В экопоселении Междуречье ежегодно в середине июля проводится этнофестиваль «Радость жизни». Первый фестиваль прошёл в 2014 году. По оценке организаторов, фестиваль в 2019 году собрал более 300 человек, в 2020 году — около 400.
Этнофестиваль длится семь дней и включает в себя насыщенную программу:
- концерты таких творческих коллективов как: Марат Нигматуллин, «VECTOR FIVE», «ХорошО-да-ЛаднО», «Человек Мира», «Вне времени», «АУРАМИРА»
- мастер-классы: резьба и роспись по дереву, кройка и шитьё одежды и аксессуаров
- игры, спортивные мероприятия и волейбольные матчи
- танцы народов мира и хороводы
- йога, цигун и духовные практики
- вегетарианское и сыроедное питание
- ярмарка
- а также показ мод, прогулки по лесу, экскурсии по поселению, музыкальные и творческие вечера на Джем-поляне и др.

В 2019 году фильм о фестивале журналиста ОГТРК Татьяны Тимохиной занял второе место в номинации «Современная старина» на II Всероссийском фестивале телевизионных программ, видеофильмов и роликов «Золотое кольцо России».

## Архитектура и достопримечательности
- Городище Роженец, имеющее два вала, на расстоянии 40 м друг от друга. Площадка городища 110 х 60 м[23]
- Большие качели на высоком берегу Зуши с захватывающим видом на Марс
- Круглый купольный дом

## Управление
Вопросы местного значения решаются на общем собрании жителей. 25 Мая 2020 года администрацией Карандаковского сельского поселения был официально зарегистрирован устав территориального общественного самоуправления «Наше Междуречье». Ранее в конце февраля того же года решением Совета народных депутатов были утверждены границы ТОС.

## Инфраструктура
Имеется общественный участок с общим домом купольной формы для организации общественных мероприятий (в частности, общего собрания жителей), временного проживания и приёма гостей. Кроме того здесь же есть детская площадка, баня, вода, электричество и интернет, доступные жителям поселения.
Также на общественном участке заложен фруктовый сад как территория для общих дел, спорта и проведения праздников. Для обустройства сада приобретались саженцы в Орловском и Тульском питомниках растений.
До поселения идёт дорога регионального значения Мценск-Болхов с ответвлением в сторону деревни Шашкино, имеющим на текущий момент плохое состояние дорожного полотна. Также можно заехать со стороны деревни Миново, в том числе через мост из Тульской области. Дороги по поселению грунтовые, частично отсыпанные и укреплённые.
До деревни Шашкино несколько раз в день ходит автобус из Мценска. В сам город Мценск можно добраться автобусами и поездами из Орла, Тулы и Москвы.
Посёлок электрифицирован.
Ближайшие магазин, медпункт, остановка находятся в деревне Шашкино.

## Экономика
Экономическая составляющая жителей поселения базируется на натуральном хозяйстве, удалённой и вахтовой работе, заработке в поселении и в городе, а также производстве.
Марка крафтового шоколада «Добро», созданного жителями поселения (производство находится во Мценске), известна далеко за пределами Орловщины.

## Уличная сеть
Уличная сеть поселения Междуречье представлена следующими улицами:
- Медовая
- Дубравная
- Сосновая
- Кленовая
- Высокий берег
- Рожанецкая
- Цветущие сады
- Тихолесье